# 刘兴祚
刘兴祚（?—1630年2月14日），又名刘爱塔，朝鮮王朝称他为刘海。明末军事人物。

## 生平
刘兴祚生年不详。原居辽东开原，十二歲時流落建州女真。早年家庭状况殷实，有一定学识。在建州，得到努尔哈赤赏识，赐满语名「爱塔」，即“爱他”意，后隶属于努尔哈赤次子代善，娶代善之子萨哈廉的乳母之女为妻。1615年，建州创立八旗制度，刘爱塔部编入正红旗。1621年四月，刘爱塔被派往辽东半岛南端，期间历任游击、参将、副将，天启三年（1622年）正月，努尔哈赤又把刘兴祚侄子所辖海州拨归刘兴祚，至此刘兴祚总管南四卫。在当时后金汉人将领中，为首屈一指受努尔哈赤重用信任者。
1623年，因努尔哈赤晚年愈发昏聩，对统辖下的汉人治理日益崩坏，民变、策应明军登陆等不顺事件频发，眼见有限的怀柔手段无效，便一再以暴虐恐吓，最终酿出谕令境内“杀尽无粮汉人”之惨剧，刘兴祚虽贵为后金八旗中高级军官，并与努尔哈赤本人情分匪浅。仍对汉人百姓之凄惨境遇恻隐不忍，乃多有暗中通款明军。复州备御王丙察觉，遂告发刘爱塔通敌。查无实据，王丙以诬告罪被诛，刘爱塔之弟刘兴仁也被杀，因努尔哈赤从过往迄今，历来知晓刘爱塔不忠之端倪，此举实为杀鸡儆猴，刘爱塔本人实权被夺。1623年四月，努尔哈赤任命李永芳主管南四卫。同年七月，刘爱塔降为参将。之后，刘爱塔长期受到努尔哈赤猜忌，不受重用。而刘爱塔则秘密书信联系袁崇焕、毛文龙及李氏朝鲜。1627年，曾做为后金代表出使朝鲜。
1628年，刘爱塔自焚诈死，其子刘五十承袭副将世职。后其弟刘兴治等人与麾下兵丁，陆续自行脱离后金叛逃，皇太极稍后觉察刘爱塔竟未死而逃至皮岛，震怒。1629年六月，袁崇焕斩杀毛文龙于双岛，刘兴治参与其中。随后，袁崇焕分东江兵为四协，以游击刘兴祚领一协。不久，刘兴祚、刘兴治、刘兴贤、刘兴沛兄弟共领全岛精兵。
己巳之变爆發，后金南略，兵臨北京，袁崇焕遭疑通敌下狱，由孙承宗督师山海关。刘兴祚因曾是后金高官，也陷入怀疑之中。刘兴祚立刻前去投奔孙承宗，兄弟二人在关西红花店拜见了孙承宗。由於后金在撤退途中兵围永平，孙承宗拨兵八百人给刘兴祚，令其往护永平及建昌一带。十二月，刘兴祚与台头营的王维城、太平路的睦自强、建昌路的马光远等合军于太平路，兵约两千，与后金兵战於青山营冒儿头。二十九日，刘兴祚因深谙后金军事，通晓满语，遂伪造八旗军旗号，与十数原八旗女真人近卫，满语喧哗，并作势直入后金蒙古兵营地，遣大部明军伏于四面，蒙古人惶恐，不知所云，由其发落，刘乃忽然暴喝，抽刀劈砍，余下女真兵随即效法，应声杀伤多人，外围明军亦蜂拥而上，凡斩获五十余人，后金兵四散窜逃，刘率明军趁势捡取后金营帐器械及首级，随后退却，扬长而去。逃来蒙古人将此情禀告，皇太极料定肇事者正是刘兴祚，勃然大怒，派阿巴泰、济尔哈朗率数百“巴雅喇”护军急驰追击刘兴祚。崇祯三年（1630年）正月初三，阿巴泰侦知刘兴祚将往山海关，而在半道设伏，刘兴祚在两灰口遇数百后金精骑，中亂箭身亡，刘兴贤被活捉。刘兴祚尸首被带回后金大营验明，皇太极下令碎其尸万段。

## 家庭
妻子：某（代善之子萨哈廉乳母之女）